# HMS Ramillies (07)
HMS Ramillies (07) là một thiết giáp hạm thuộc lớp Revenge của Hải quân Hoàng gia Anh Quốc. Tên của nó được đặt theo trận Ramillies. Ramillies từng hoạt động trong cả Chiến tranh Thế giới thứ nhất lẫn thứ hai; và mặc dù đã cũ vào giai đoạn Thế Chiến II, nó vẫn hoạt động tích cực trong nhiều nhiệm vụ như đối đầu tàu chiến đối phương, hộ tống vận tải và bắn pháo bờ biển. Ramillies được đưa về lực lượng dự bị từ năm 1945 và được tháo dỡ vào năm 1949.

## Thiết kế và chế tạo
Ramillies Được chế tạo bởi hãng William Beardmore and Company tại Dalmuir thuộc Scotland. Nó được hạ thủy vào ngày 12 tháng 6 năm 1916 và đưa vào hoạt động ngày 1 tháng 9 năm 1917. Việc hoàn tất nó bị chậm trễ vì bánh lái của nó bị hư hại trong khi hạ thủy. Nó được kéo rất khó khăn đến xưởng Cammell Laird trên sông Mersey để sửa chữa. Giống như những thiết giáp hạm cùng lớp Revenge, Ramillies mắc phải khiếm khuyết là dàn pháo hạng hai của nó, những khẩu pháo 152 mm (6 inch) được bố trí quá thấp ngay trên sàn tàu chính. Chúng có xu hướng bị quá ướt khi thời tiết xấu.
Vì sự nhận thức về nguy cơ tấn công bởi ngư lôi ngày càng gia tăng từ tàu ngầm và tàu khu trục, Ramillies, được hoàn tất trễ hơn những con tàu chị em cùng lớp, được trang bị một đai giáp chống ngư lôi. Chúng là những ngăn suôn mượt bên ngoài được bố trí dọc theo mực nước và đổ đầy nhiều loại vật liệu hấp thu chấn động khác nhau, được thiết kế để chịu đựng sự va chạm của một quả ngư lôi trước khi nó có thể phá thủng lườn tàu. Ramillies cũng có những bệ máy bay gắn trên các tháp pháo B và X vào năm 1918 cũng như một máy phóng để phóng máy bay. Kiểu thủy phi cơ Fairey Flycatcher được sử dụng trong hầu hết thời gian từ năm 1918 đến năm 1939, khá hữu ích trong vai trò chỉ điểm pháo lẫn trinh sát.

## Lịch sử hoạt động

### Chiến tranh Thế giới thứ nhất và sau đó
Ramillies gia nhập Hải đội Thiết giáp hạm 1 thuộc hạm đội Grand vào tháng 5 năm 1917. Trong mối quan hệ căng thẳng giữa Thổ Nhĩ Kỳ và Anh Quốc vào năm 1920, Ramillies đã bắn pháo từ vị trí của nó trong biển Marmora vào các mục tiêu Thổ Nhĩ Kỳ trên bờ. Đến năm 1924, Ramillies gia nhập Hải đội Thiết giáp hạm 2 thuộc Hạm đội Đại Tây Dương. Vào năm 1926 Ramillies và HMS Barham được gửi đến sông Mersey để tiếp tế lương thực. Đến cuối năm 1926 nó được bố trí đến Hạm đội Địa Trung Hải.

### Những khó khăn để nâng cấp
Trong những năm giữa hai cuộc thế chiến, Ramillies được làm nhẹ bớt bằng cách tháo bỏ các lớp đệm bê-tông, gỗ và ống sắt trong đai giáp chống ngư lôi. Đến năm 1928, hỏa lực phòng không được nâng cấp thành 4 khẩu QF 102 mm (4-inch) Mark IV trong khi hai khẩu 152 mm (6 inch) trước tháp chỉ huy được tháo dỡ. Khi các xáo trộn chính trị nổ ra tại Palestine vào năm 1929, Ramillies được gửi đến để hỗ trợ sự hiện diện của Anh tại đây. Từ tháng 6 năm 1932 đến tháng 8 năm 1934, nó trải qua một đợt tái trang bị lớn tại Plymouth.
Trong năm 1937, Ramillies được thay đổi giàn hỏa lực phòng không sang 8 khẩu QF 102 mm (4-inch) Mark XVI bố trí trên những tháp súng đôi. Hai khẩu đội QF 2 pounder "pom-poms" phòng không tám nòng cũng được bổ sung. Trước khi Thế Chiến II nổ ra, Ramillies được cho tháo dỡ các ống phóng ngư lôi và máy phóng máy bay. Người ta khó nâng cấp hiện đại hóa lớp thiết giáp hạm Revenge hơn so với những chiếc thuộc lớp Queen Elizabeth như HMS Valiant, vì trọng lượng rẽ nước nhỏ hơn và lườn tàu hẹp hơn nhiều đã ngăn trở việc trang bị hệ thống động lực lớn hơn để gia tăng tốc độ, có lẽ là nhu cầu nâng cấp cần thiết nhất.
Những thiết giáp hạm Nhật Bản đóng mới hay được hiện đại hóa trong những năm 1930 đạt được tốc độ 44 đến 50 km/h (24 đến 27 knot), trong khi các thiết giáp hạm Ý được hiện đại hóa đạt 48 đến 52 km/h (26 đến 28 knot) còn lớp thiết giáp hạm mới Littorio lên đến 56 km/h (30 knot). Các thiết giáp hạm bỏ túi Đức có tốc độ 52 km/h (28 knot), trong khi các tàu chiến-tuần dương Scharnhorst và Gneisenau đạt 59 km/h (32 knot) còn các thiết giáp hạm mới Bismarck và Tirpitz cũng đạt được 54 km/h (29 knot). Đến năm 1939, tốc độ như thiết kế của Ramillies' 43 km/h (23 knot) là không thể đạt được với dàn động cơ đã cũ; nó thường chỉ đạt tốc độ tối đa 33 km/h (18 knot), cho dù đôi khi trong lúc khẩn cấp nó có thể đạt 37 km/h (20 knot).
Điều này đã đặt Hải quân Hoàng gia vào một vị trí khó khăn. Trong khi Ramillies và các con tàu chị em ở trong hàng chiến trận, cả nhóm phải giảm xuống ngang với tốc độ tối đa của chúng. Điều này cho phép hạm đội Ý nhanh hơn có thể lựa chọn tiếp chiến hay không, và khi cần có thể cơ động đến vị trí thuận lợi. Nếu như chúng phải đối mặt với lực lượng Nhật vượt trội, người Anh sẽ bị quá chậm không thể tránh đi.
Khi làm nhiệm vụ hộ tống các đoàn tàu vận tải và bị các thiết giáp hạm đối phương tấn công, Ramillies quá chậm để có thể truy đuổi hay chiếm lĩnh vị trí thuận lợi nhất. Tuy nhiên, dàn pháo chính 381 mm (15 inch) vẫn còn đủ mạnh chết người, đủ sức làm thay đổi tình thế trong nhiều dịp sau này.
Mặc dù đã cũ, chiếc thiết giáp hạm vẫn phục vụ hữu ích trong Chiến tranh Thế giới thứ hai, đảm trách đủ loại nhiệm vụ từ đối đầu thiết giáp hạm đối phương cho đến hộ tống các đoàn tàu vận tải và bắn phá bờ biển. Ramillies minh họa cho giá trị của một tàu chiến chủ lực dù đã cũ trong hiệu quả răn đe, khiến các tàu chiến đối phương dù vượt trội về kỹ thuật vẫn quyết định không tấn công vì lo sợ phải chịu hư hỏng trong vùng biển do Anh kiểm soát, cách xa các căn cứ sửa chữa.

### Mở màn Chiến tranh Thế giới thứ hai
Khi chiến tranh nổ ra, Ramillies đang trong thành phần của Hạm đội Nhà đặt căn cứ tại Scapa Flow. Nó tham gia các cuộc tuần tra càn quét trong vùng biển giữa Iceland, Na Uy và Scotland từ ngày 31 tháng 8 đến ngày 7 tháng 9 năm 1939 với nhiệm vụ chặn bắt mọi tàu buôn Đức đang tìm cách quay trở về nước trước khi chiến tranh nổ ra.
Vào cuối tháng 9 năm 1939, Ramillies hộ tống một đoàn tàu vận tải đi đến Alexandria thuộc Ai Cập. Đến tháng 10, nó đặt căn cứ tại Gibraltar. Từ ngày 5 tháng 1 năm 1939 đến ngày 27 tháng 11 năm 1940, Ramillies dưới quyền chỉ huy của Thuyền trưởng, Đại tá Hải quân Harold T. Baillie-Grohman.

### Ấn Độ Dương
Vào cuối năm 1939, Ramillies lên đường hướng sang Viễn Đông, với một chặng dừng tại Ấn Độ Dương, khi Hoàng tử Philip là một thành viên thủy thủ đoàn. Nó viếng thăm New Zealand vào dịp lễ Giáng sinh năm 1939, rồi từ ngày 6 tháng 1 đến ngày 12 tháng 2 năm 1940 hộ tống 13.000 binh lính New Zealand từ Wellington đến Suez. Từ ngày 15 tháng 4 đến ngày 7 tháng 5 năm 1940, nó hộ tống binh lính Australia từ Melbourne đến Suez.
Nhưng trước đó, khi Bộ Hải quân biết được sự hiện diện của thiết giáp hạm bỏ túi Đức Admiral Graf Spee tại Ấn Độ Dương ngoài khơi Lourenço Marques (ngày nay là Maputo thuộc Mozambique) vào ngày 16 tháng 11 năm 1939, Ramillies được cho tách ra tại Aden để hình thành nên Lực lượng J cùng với thiết giáp hạm HMS Malaya và tàu sân bay HMS Glorious. Chúng được đến phía Nam để đánh chặn tên cướp biển Đức; nhưng nó lại chuyển hướng sang khu vực Nam Đại Tây Dương nơi nó được đưa vào hoạt động trong trận River Plate ngoài khơi Montevideo bởi Lực lượng H, các tàu tuần dương HMS Ajax và HMS Achilles hợp cùng HMS Exeter từ Lực lượng G.

### Địa Trung Hải
Sau khi Ý tham gia Thế Chiến II vào tháng 6 năm 1940, Ramillies phục vụ tại Địa Trung Hải. Nó cùng tàu chị em Royal Sovereign hộ tống một đoàn tàu vận tải từ Alexandria, Ai Cập đến Malta từ ngày 27 tháng 6 đến ngày 30 tháng 6 năm 1940. Từ ngày 16 đến ngày 18 tháng 8, nó bắn pháo xuống cảng Bardia và Fort Capuzzo thuộc Libya, thuộc địa của Ý tại Bắc Phi. Trên đường quay về nó bị máy bay Ý tấn công nhưng không trúng. Nó là một phần của lực lượng Hạm đội Địa Trung Hải thuộc quyền Đô đốc Andrew Cunningham, Lực lượng D, đặt căn cứ tại Alexandria.
Ramillies hộ tống một đoàn tàu vận tải từ Alexandria đến Malta từ ngày 8 đến ngày 14 tháng 10 năm 1940. Trên đường quay về các con tàu bị tám tàu phóng lôi Ý tấn công. Không có tổn thất nào về phía Anh, ba tàu Ý bị đánh chìm và bốn chiếc khác hư hại. Từ ngày 25 đến ngày 28 tháng 10 năm 1940, Ramillies hộ tống một đoàn tàu vận tải khác từ Alexandria đến Crete. Trong giai đoạn từ 10 đến 13 tháng 11 nó làm nhiệm vụ tương tự từ Alexandria đến Malta, rồi đi đến Crete. Trong thời gian này một tàu ngầm đối phương đã trông thấy và phóng ngư lôi vào Ramillies nhưng đều bị trượt.
Cuộc không kích thành công do Không lực Hải quân Hoàng gia thực hiện nhắm vào lực lượng chính của Hải quân Ý tại Taranto vào ngày 11 tháng 11 năm 1940 đã làm giảm sức mạnh của họ chỉ còn hai thiết giáp hạm có thể hoạt động. Cunningham sau đó đã có thể chuyển cho lực lượng hộ tống Bắc Đại Tây Dương những thiết giáp hạm chậm nhất và cũ nhất, Ramillies và Malaya, để lại những tàu khu trục hộ tống tại Địa Trung Hải.
Ramillies di chuyển về phía Tây cùng với Hạm đội Địa Trung Hải vào cuối tháng 11 năm 1940 hình thành nên một phần của lực lượng hộ tống cho bốn tàu buôn hướng đến Malta với hàng tiếp liệu đang rất cần đến. Khi đến giữa biển, nó tách ra khỏi đội hình và hướng thẳng về phía Tây. Được tháp tùng bởi các tàu tuần dương Berwick và HMS Newcastle, nó đi ngang qua cửa biển Sicilia. Newcastle đã ở lại Malta trong nhiều ngày, nơi nó đã chuyển đến 15.000 gallon xăng máy bay, 40 động cơ cho Hawker Hurricane và 300 nhân viên kỹ thuật Không quân Hoàng gia Anh. Chúng được tháp tùng bởi Lực lượng H từ Gibraltar dưới quyền Đô đốc James Somerville vốn cũng đang ở trong khu vực hộ tống cho ba tàu buôn lớn hướng về phía Đông, hai chiếc dành cho Malta và một chiếc hướng đến Alexandria. Chúng sẽ chuyển nhiệm vụ hộ tống sang cho Đô đốc Cunningham tại một điểm đã hẹn trước rồi gấp rút ra khỏi vùng nguy hiểm để quay về Gibraltar. Ramillies đã thực hiện tối đa khả năng có thể có khi di chuyển với tốc độ 37 km/h (20 knot).
Đô đốc Somerville có trong tay chiếc tàu sân bay HMS Ark Royal ở tụt lại phía sau đôi chút so với đội hình chính, đang đặt cờ hiệu của mình trên chiếc tàu chiến-tuần dương cũ HMS Renown cùng với các tàu tuần dương HMS Sheffield, HMS Manchester và HMS Despatch cùng năm tàu khu trục. Lúc 10 giờ 40 phút ngày 27 tháng 11 năm 1940, một máy bay trinh sát từ tàu tuần dương Ý Bolzano báo cáo một lực lượng bao gồm một thiết giáp hạm, hai tàu tuần dương và bốn tàu khu trục về phía Bắc Bône, Algérie. Đô đốc Ý Inigo Campioni đang ở ngoài biển với hai thiết giáp hạm, sáu tàu tuần dương hạng nặng và mười bốn tàu khu trục. Mệnh lệnh của ông là chỉ tấn công khi đối mặt với lực lượng đối phương yếu hơn nhiều. Với một ưu thế gấp hai lần về tàu chiến chủ lực, ông có được cơ hội và đã chuyển hướng để đánh chặn. Lực lượng của ông tập trung chung quanh chiếc thiết giáp hạm mới Vittorio Veneto mạnh mẽ và chiếc Giulio Cesare vừa được hiện đại hóa. Đây quả là một tình huống nguy hiểm cho người Anh.
Somerville ý thức được mối nguy hiểm từ hạm đội Ý, đã gửi đoàn tàu vận tải của mình đi về hướng Đông Nam cùng một lực lượng hộ tống nhỏ. Ông tiến thẳng tới để gặp gỡ Ramillies và Berwick, để chen vào giữa hạm đội Ý và đoàn tàu vận tải. Ưu thế đang ở về phía lực lượng Ý, vì Ramillies chậm và các khẩu pháo của nó ở ngoài tầm của Ý. Hơn nữa, những tàu chiến của Somerville đang ở trong tầm hoạt động dễ dàng của những máy bay đối phương đặt căn cứ trên bờ. Nhưng, mục đích của ông là đưa được đoàn tàu vận tải đến Malta an toàn, nên ông tấn công trước người Ý. Ông đẩy các tàu tuần dương ra phía trước dưới quyền Phó Đô đốc Lancelot Holland, giữ hai con tàu chủ lực chậm hơn phía sau được các tàu khu trục hộ tống, trong khi Ark Royal đàng xa hơn nữa có hai tàu khu trục bảo vệ. Campioni, sau khi biết được sự hiện diện của một tàu chiến chủ lực Anh khác và một tàu sân bay, đã quyết định không mạo hiểm hai chiếc tàu chủ lực còn hoạt động duy nhất của Ý; và sau một cuộc đấu pháo ngắn ở tầm xa, mà Ramillies đã tránh được nhiều loạt đạn pháo, lực lượng Ý quay mũi và hướng về Naples. Berwick bị hư hại trong trận đánh, vốn được gọi là trận chiến mũi Spartivento, cũng như một tàu khu trục Ý.

### Bắc Đại Tây Dương
Ramillies được chuyển đến lực lượng hộ tống Bắc Đại Tây Dương sau khi quay trở về Anh. Đây là một sự phân công cấp thiết vì Đế quốc Anh và các nước tự trị và thuộc địa trong khối giờ đây đơn thân một mình, những thiệt hại do tàu ngầm khá cao, và nước nhà đang trong mối nguy trước mắt bị thiếu ăn. Nếu như các tàu nổi Đức, cho dù là tàu buôn vũ trang, tuần dương hạng nặng, thiết giáp hạm bỏ túi hay thiết giáp hạm thực sự, đột phá và tiêu diệt một đoàn tàu vận tải Anh, là đủ để làm đảo lộn tình thế. Đang băng ngang đại dương này là những chuyến tàu chở lương thực, cao su, gỗ, khoáng sản, vũ khí và đạn dược từ Australia, New Zealand, Đông Nam Á, Nam Phi, Nam Mỹ, Canada và Hoa Kỳ, dầu mỏ từ Venezuela và Trung Đông cùng binh lính từ Ấn Độ và Canada. Một tàu chở binh lính bị tiêu hao có thể khiến Canada và các thuộc địa tự trị khác ngừng chuyển quân. Hướng đi ra cũng chất đầy binh lính, đạn dược và máy bay cho các chiến trường Đông Phi, Trung Đông, Ấn Độ và Viễn Đông.
Ngày 12 tháng 1 năm 1941, Ramillies rời Anh Quốc hộ tống một đoàn tàu vận tải lớn chuyển 40.000 quân hướng về phía Nam băng qua khu vực nguy hiểm để đi đến Tây Phi. Họ đang trên đường đi đến Trung Đông.
Ramillies đang làm nhiệm vụ tại Bắc Đại Tây Dương hộ tống đoàn tàu vận tải HX-106, khoảng 41 tàu, hướng về phía Đông từ Halifax, Nova Scotia đến Liverpool, Anh Quốc khi vào ngày 8 tháng 2 năm 1941, hai tàu chiến-tuần dương mới của Đức Scharnhorst và Gneisenau xuất hiện trên đường chân trời. Hải đội Đức đang thuộc quyền chỉ huy của Đô đốc Günther Lütjens. Thuyền trưởng chiếc Scharnhorst đề nghị khiêu chiến để thu hút Ramillies về phía mình, nhờ vậy Gneisenau có thể đánh chìm các tàu buôn. Chiến lược này, nếu thành công, có thể tạo ra một số nguy cơ cho chiếc Scharnhorst; cho dù có tốc độ chậm hơn đến 20 km/h (11 knot), Ramillies được trang bị pháo 380 mm (15 inch)/42 Mark I chính xác và mạnh mẽ và có khả năng gây hư hại nặng cho con tàu Đức. Trong lần này, Lütjens đã theo sát chỉ thị của Hitler không đối đầu các tàu chiến chủ lực đối phương.
Sự có mặt của Ramillies đủ để làm nản lòng những kẻ tấn công. Sau đó hai chiếc trong số tàu buôn của đoàn tàu vận tải bị tàu ngầm đánh chìm, bao gồm MV Arthur F. Corwin chất đầy 14.500 tấn xăng máy bay. Nó chìm xuống biển ngày 13 tháng 2 mang theo toàn bộ 59 thành viên thủy thủ đoàn.
Ngày 24 tháng 5 năm 1941, dưới quyền chỉ huy của Thuyền trưởng Arthur D. Read, Ramillies ở về phía Nam mũi Farewell, Greenland làm nhiệm vụ hộ tống đoàn tàu vận tải Hx 127 hướng sang phía Đông từ Halifax. Có khoảng 57 tàu buôn trong nhóm hướng đến Liverpool chở theo các hàng hóa thông dụng như dầu mỏ, xăng máy bay, dầu nhờn, xăng, gỗ, ngũ cốc, thép, đường, sắt tấm và sắt thỏi. Các tàu hộ tống khác được dự trù để đối phó một mối đe dọa của tàu ngầm, bao gồm một tàu khu trục Canada hiện đại HMCS Ottawa, tàu xà-lúp Ấn Độ RIN Sutlej, một khu trục hạm nguyên của Mỹ đã lạc hậu HMS Salisbury, một tàu khu trục hộ tống HMS Hambledon, các tàu hộ tống nhỏ HMS Larkspur và HMS Begonia cùng nhiều tàu chiến nhỏ hơn khác. Sự có mặt của Ramillies là một đảm bảo chống lại các cuộc tấn công của các tàu nổi, và nếu nó phải đối mặt với một cuộc tấn công mặt biển đáng kể, có lẽ hai chiếc khu trục hạm là những lực lượng hộ tống có giá trị nhất của nó.
Chiếc thiết giáp hạm mới của Đức Bismarck đã thoát ra Bắc Đại Tây Dương sau khi đánh chìm tàu chiến-tuần dương HMS Hood, tàu chiến lớn nhất của Anh, trong Trận chiến eo biển Đan Mạch. Ramillies đang ở phía Đông Newfoundland về hướng Tây Nam của Bismarck, và nếu như Bismarck tiếp tục chuyến đi cướp tàu buôn, Ramillies là tất cả những gì mà Hải quân Hoàng gia có để ngăn chặn nó tàn phá các tuyến đường biển ngoài khơi Bắc Mỹ. Ngày 24 tháng 5 năm 1941, Bộ Hải quân Anh ra lệnh cho Ramillies tách khỏi đoàn tàu vận tải và chuyển hướng để đánh chặn con tàu đối phương. Đó là một biện pháp liều lĩnh trong hoàn cảnh vô vọng của Hải quân Hoàng gia, khi một con tàu cũ như vậy được gửi đi một mình mưu toan đánh chặn một trong những thiết giáp hạm hùng mạnh nhất thế giới, được hỗ trợ bởi tàu tuần dương hạng nặng Đức Prinz Eugen mạnh mẽ. Tuy nhiên, Bismarck đã chịu những hư hại trong các hoạt động chống lại Prince of Wales, và đã lựa chọn quay về Pháp để sửa chữa thay vì tiếp tục nhiệm vụ cướp tàu buôn. May mắn cho Ramillies là nó đã không được đưa ra thử sức theo cách như vậy.
Một nhiệm vụ tiêu biểu khác là hộ tống ngoài biển cho đoàn tàu vận tải HX 130, hướng đến Liverpool với 45 tàu buôn. Ramillies gia nhập đoàn tàu ngay ngoài khơi cảng Halifax lúc 15 giờ 30 phút ngày 1 tháng 6 năm 1941 và ở lại với chúng cho đến ngày 9 tháng 6 ở tọa độ 53°30′B 46°48′T / 53,5°B 46,8°T, điểm hẹn giữa đại dương, nơi một đoàn hộ tống từ Anh tiếp tục đảm nhiệm.

### Quay lại Ấn Độ Dương
Ramillies là một phần của một hạm đội Anh Quốc, được tập hợp một cách vội vã vào tháng 3 năm 1942 dưới quyền Đô đốc James Somerville, nhằm cố gắng ngăn chặn lực lượng Hải quân Nhật Bản cắt đứt các tuyến đường biển đến Ấn Độ. Hạm đội hỗn tạp này bao gồm hai tàu sân bay và ba thiết giáp hạm cũ thuộc lớp Revenge. Chúng đã không đối đầu với phần chủ lực của Hạm đội Nhật, vốn đã rút lui sau khi gây thiệt hại nặng cho tàu bè Đồng Minh, kể cả đánh chìm một tàu sân bay và nhiều tàu chiến nhỏ khác.
Vào tháng 5 năm 1942, Ramillies vẫn còn ở lại Ấn Độ Dương và được gửi đến hỗ trợ cho lực lượng Đồng Minh tấn công Madagascar. Ngày 29 tháng 5 năm 1942, một máy bay trinh sát phóng lên từ tàu ngầm Nhật Bản I-10 đã phát hiện ra Ramillies tại nơi neo đậu trong cảng Diego Suarez. Ramillies thay đổi nơi neo đậu sau khi nhìn thấy chiếc máy bay. Tuy nhiên, các tàu ngầm I-16 và I-20 mỗi chiếc đã tung ra một tàu ngầm bỏ túi. Một chiếc trong số đó, do Trung úy Saburo Akieda điều khiển, đã xoay xở lọt vào bên trong cảng và bắn hai quả ngư lôi. Quả thứ nhất đánh trúng Ramillies vào khoảng 20 giờ 25 phút gây hư hại nặng chiếc thiết giáp hạm, còn quả thứ hai đánh chìm tàu chở dầu British Loyalty lúc 21 giờ 20 phút. Trung úy Akieda bị tấn công bằng mìn sâu từ các tàu hộ tống nhỏ en:corvette Genista và Thyme nhưng đã tìm cách mắc cạn chiếc tàu ngầm của mình rồi cùng Hạ sĩ Masami Takemoto chạy trốn lên bờ. Cả hai bị giết chết trong cuộc chạm súng với Thủy binh Hoàng gia ba ngày sau đó.
Ramillies được Nhật Bản cho là đã bị đánh chìm, nhưng trong thực tế nó bị hư hại nặng. Nó được kéo đến Durban để sửa chữa tạm thời, và trong tháng 8 năm 1942 nó quay về Plymouth bằng chính động lực của mình; và quay trở lại hoạt động vào tháng 6 năm 1943.
Trong khi được sửa chữa trong ụ tàu, một lớp thép dày 51 mm (2-inch) được bổ sung cho sàn tàu bên trên các hầm đạn. Điều này phản ảnh những bài học có được sau khi chiếc Hood bị đánh chìm cũng như là hiệu quả to lớn của các máy bay ném bom bổ nhào trong trận Midway. Bốn khẩu pháo 152 mm (6 inch) cũng được tháo dỡ thay thế bằng hai khẩu đội phòng không bốn nòng pompoms. Đó là do nhận thức nguy cơ lớn từ máy bay hơn là bởi các tàu chiến nổi nhỏ hơn. Điều khôi hài là Ramillies lại phải đối mặt với một cuộc tấn công từ tàu nổi như vậy sau đó trong chiến tranh. May mắn là những khẩu pháo 152 mm (6 inch) còn lại vẫn đủ để đối phó.

### Normandy và miền Nam nước Pháp
Ngày 6 tháng 6 năm 1944, Ramillies hỗ trợ hỏa lực cho cuộc đổ bộ Normandy. Nó được phân công đảm trách Bãi Sword, về phía Đông khu vực đổ bộ, với nhiệm vụ chủ yếu là vô hiệu hóa khẩu đội Berneville. Nó bắt đầu khai hỏa các khẩu 152 mm (6 inch) để mở màn, loại khỏi vòng chiến bốn trong số sáu khẩu pháo của đối phương trong vòng 80 phút đầu tiên và tiếp tục theo dõi số còn lại, cho phép các tàu đổ bộ có thể tiến lên không bị cản trở. Đến chiều tối nó đã thanh toán xong hai khẩu pháo còn lại.
Trong diễn biến của ngày thứ nhất, Ramillies đẩy lui một đợt tấn công gồm hai tàu khu trục Đức đã bắn năm quả ngư lôi nhắm vào nó, nhưng tất cả đều trượt. Nó cũng đẩy lui cuộc tấn công của một nhóm E boats bằng dàn pháo hạng hai 102 mm (4 inch) và 152 mm (6 inch). Chiều tối hôm đó nó quay về Portsmouth và được tiếp đạn trong ngày hôm sau. Nó quay lại khu vực ngoài khơi Normandy vào ngày 8 tháng 6 năm 1944 và phá hhủy một khẩu đội pháo 152 mm (6 inch) khác.
Vào ngày 6 tháng 6, được hướng dẫn bởi trạm trinh sát phía trước, Ramillies nả pháo thành công vào các điểm tập trung quân, xe tăng, pháo, mô-tô đối phương, phá vỡ các đơn vị quân Đức trước khi chúng có thể tiến hành phản công. Nó cũng đẩy lui một cuộc tấn công của các E-boat Đức. Ngày 10 tháng 6, nó bắn trúng một đầu mối đường sắt gần Caen, cách nhiều dặm bên trong đất liền. Ngày 11 tháng 6, Ramillies bắn trúng một điểm tập trung gần 200 xe tăng đối phương, gây thiệt hại lớn. Đêm hôm đó nó tiếp tục nả pháo xuống nhiều ga đường sắt khác. Ngày 12 tháng 6 nó suýt bị đánh trúng khi bị một máy bay ném bom bổ ngào tấn công. Một khẩu đội pháo lưu động Đức đã bắn 32 quả đạn pháo nhắm vào Ramillies trong ngày 15 tháng 6, và hai phát đã bắn trúng con tàu, khiến một thủy thủ bị thương vào chân. Ramillies di chuyển ra khỏi tầm đạn pháo và tiếp tục vai trò bắn pháo hỗ trợ. Ngày 16 tháng 6 nó tiếp tục nhiệm vụ bắn pháo, và sang ngày 17 tháng 6 nó bắn trúng một khẩu đội pháo lưu động đối phương.
Trong quá trình chiến dịch Normandy, nó đã bắn tổng cộng 1.002 quả đạn pháo 381 mm (15 inch), được cho là số lượng lớn nhất mà một con tàu từng bắn trong một chiến dịch cho đến lúc đó. Sau đó Ramillies còn cung cấp việc hỗ trợ hỏa lực tương tự cho cuộc tấn công tại miền Nam nước Pháp vào ngày 15 tháng 8 năm 1944. Nhiệm vụ đặc biệt dành riêng cho nó là vô hiệu hóa các khẩu đội pháo tại lối ra vào cảng Toulon.

### Kết thúc hoạt động
Ramillies được đưa về lực lượng dự bị vào ngày 31 tháng 1 năm 1945 tại Portsmouth và được sử dụng như một tàu tiện nghi. John Egerton Broome là Thuyền trưởng của nó trong giai đoạn 1945 - 1946. Nó được bán vào năm 1946 và được tháo dỡ vào năm 1949. Một trong các khẩu pháo 380 mm (15 inch) của Ramillies được phục chế và có thể thấy tại Bảo tàng Chiến tranh Đế quốc tại London. Chiếc chuông của con tàu hiện đang được trưng bày tại HMCS Star, một Chi nhánh Hải quân Trừ bị tại Hamilton, Ontario, Canada.